# Hayo Apotheker
Harm Haijo (Hayo) Apotheker (* 5. Juni 1950 in Loppersum, Provinz Groningen) ist ein niederländischer Politiker (D66). Er war Bürgermeister der Gemeinden Muntendam (1980–1988), Veendam (1988–1993), Leeuwarden (1993–1998), Steenwijkerland (2001–2010) und Súdwest-Fryslân (2011–2018) sowie von 1998 bis 1999 Minister für Landwirtschaft, Naturschutz und Fischerei der Niederlande.                                                                                                                                                                                   

## Leben und Karriere
Nach seiner Ausbildung an der Hogereburgerschool in Appingedam nahm er das Studium der Soziologie und Stadtplanung an der Reichsuniversität Groningen auf, das er 1974 mit dem Master abschloss. Er begann seine Karriere als wissenschaftlicher Mitarbeiter für Stadterneuerung an der Reichsuniversität Groningen und arbeitete dort von 1974 bis 1977. Danach war er von 1977 bis 1980 als Forscher und Berater in der Abteilung für Sozialgeographie und Verwaltungswissenschaft (SGBO) beim Verband niederländischer Gemeinden VNG tätig. 
Er begann seine politische Karriere 1974 als Stadtrat und 1975 als Ratsherr in seinem Geburtsort Loppersum. Es folgte 1980 seine Ernennung zum Bürgermeister der Gemeinde Menterwolde. Es folgten 1988 seine Ernennungen zum Bürgermeister von Veendam und 1993 zum Bürgermeister von Leeuwarden. Apotheker war vom 3. August 1998 bis zum 8. Juni 1999 Landwirtschaftsminister in der zweiten Kok-Regierung, trat jedoch nach zehn Monaten zurück. Danach war er erneut als Bürgermeister tätig, unter anderem in Steenwijkerland (2001–2010), Sneek (kommissarisch von Februar 2010 bis Januar 2011) und Waadhoeke (kommissarisch von Januar bis Oktober 2018). Bei seinem Abschied von der Gemeinde Súdwest-Fryslân im Dezember 2017 wurde Apotheker zum Träger des Ordens von Oranien-Nassau ernannt.